# Les Indices pensables
 (août 2018).
Si vous disposez d'ouvrages ou d'articles de référence ou si vous connaissez des sites web de qualité traitant du thème abordé ici, merci de compléter l'article en donnant les références utiles à sa vérifiabilité et en les liant à la section « Notes et références ».
Les Indices pensables est un jeu télévisé québécois animé par Gino Chouinard et diffusé en début de soirée à 18 h 30 durant la saison estivale entre le 31 mai 1999 et le 1er septembre 2000 sur le réseau TQS.

## Synopsis
Le jeu-questionnaire faisait appel à la déduction et à la logique plus qu'aux connaissances et au savoir.

## Déroulement du jeu

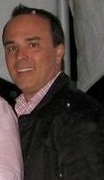
Gino Chouinard (animateur de l'émission)

Trois équipes de deux personnes s'affrontent pour répondre aux énigmes de l'animateur. Le duo gagnant avec le meilleur pointage en fin d'émission remporte le prix.

### Catégories
L'émission était divisé en plusieurs parties avec plusieurs catégories de jeu.

#### L'énigme classique
Le jeu débutait avec L'énigme classique. Les participants disposaient de 30 secondes pour résoudre l'énigme dite 'classique' et un indice était divulgué pendant le compte à rebours. Les équipes répondant correctement à la question remportaient 10 points.
Exemple d'énigme utilisée lors de cette partie du jeu : « combien de temps faut-il à 100 grenouilles pour attraper 100 mouches si cinq grenouilles attrapent cinq mouches en cinq minutes ? » (réponse: cinq minutes).

#### Les p'tites vites
Cette épreuve pouvait consister à déchiffrer des proverbes ou répondre à des questions. Chaque bonne réponse donnait 10 points à l'équipe ayant pesé sur leur bouton sonore en premier.

#### L'énigme c'est logique!
Comme le titre de la catégorie le dit, les équipes devaient faire appel à leur logique. Les équipes disposaient de 30 secondes pour répondre à l'énigme. Chaque bonne réponse donnait 15 points à l'équipe ayant écrit leur réponse et pesé sur leur bouton sonore en premier.

#### Les énigmes mimées
Un des deux coéquipiers de chaque équipe devait mimer la réponse à une question posée par l'animateur. L'autre coéquipier devant trouver la réponse disposait de 30 secondes. Chaque bonne réponse donnait 10 points.

#### L'énigme brasse-neurones
Une énigme plus longue et complexe était posée aux équipes et disposait de 30 secondes pour y répondre. Un indice était donné pendant le compte à rebours. Chaque bonne réponse donnée par les équipes leur allouait 10 points.

## Crédits
- Concept original : Objectif Télé
- Producteurs exécutifs : Daniel Beauchesne, Jacquelin Bouchard, Sylvie Desrochers, Carole Dufour
- Recherche et élaboration des contenus : Corrine De Vailly et Objectif Télé, Annie Girard
- Recherchistes : Renée-Claude Faille, Line Pomerleau
- Infographiste : Brigitte Dion
- Décorateur / Illustrations : Jacques Pigeon
- Coordination artistique : André Gariépy
- Construction du décor : Atelier Clap
- Styliste : Denise Cournoyer
- Maquilleuse : Annie Poulin

L'animateur Gino Chouinard était habillé par Old River.